# Skena
V gledališču antične Grčije in klasični drami je bila skena ali scensko poslopje na zadnji strani gledališča, sprva je bila zelo enostavna, samo tkanina, ki je visela z vrvi, na začetku rimske Grčije pa je bila velika in celovita kamnita stavba v več ravneh s streho, ki so jo včasih uporabljali za govore. Sčasoma so jo dvignili nad orkestro in nastal je proskenij ali oder, prostor pred skeno, ki je po klasičnem obdobju postal prizorišče.
Igralci so prihajali iz skene, kasneje so lahko uporabili stopnice ali balkone, s katerih so govorili. Prav tako so bili tukaj shranjeni kostumi. Poznali so periakt, poslikano trikotno prizmo, ki se zavrti okrog svoje osi in nakaže spremembo prizorišča. V rimskih gledališčih je prednja skena izraz za načrtno oblikovan kamnit zaslon, ki se dviga dve ali tri nadstropja, kar je postala skena.
Beseda skena pomeni "šotor" ali "kočo", zato se domneva, da je bila prvotna konstrukcija za te namene šotor ali lahka lesena konstrukcija in je bila začasna. Ko so postavili skeno za orkestro, kjer so igralci igrali, peli in plesali, so uničili izvirno grško krožno gledališče (amfiteater). Skena se je uporabljala tudi kot skriti oder. Včasih so nekatera dejanja odigrali znotraj, tako da so morali gledalci sami ugotoviti, kaj se je dogajalo na podlagi hrupa, ki je prihajal od tam. To je bilo značilno za drame klasičnega obdobja. Osebe niso nikoli umrle na odru, temveč so se običajno umaknile v skeno.
Sčasoma se je skena temeljito spremenila. Najprej je postala stalna stavba, katere streho so včasih uporabljali za govor. Potem ko se je dvignila nad orkestro, je nastal proskenij ali prostor pred skeno. Kulisa proskenija je bila za orkestro in je bila v pomoč scenografiji. Včasih je bila tudi razkošno okrašena. Igralec, ki je odgovarjal zboru (beseda za igralca hipokrit pomeni 'odgovarjajoči'), je v dramo vnesel novo obliko, izmenjavo posnetih prizorov ali epizod. Ko je grški zbor izgubljal pomen v primerjavi z manjšo skupino glavnih igralcev, je zbor ostal v orkestri, medtem ko so glavni igralci nastopali na odru, na vrhu proskenija. Ta pomembna sprememba se je zgodila v helenističnem obdobju med 3. in 1. stoletjem pred našim štetjem. Po ohranjenih gledališčih sklepamo, da se je oder dvignil za 2,43 m do 3,96 m nad orkestro in da je bil na globini od 1,92 m do 3,96 m prekinjen s skeno. Sama skena je postajala vse bolj razvejana, na njej so igralci deklamirali, tako da so imeli umetniki na razpolago tri ravni.
V 1. stoletju pred našim štetjem je bila skena oblikovana v skladu z rimskim razvojem kot prednja skena, ki se je v celoti združila z orkestro, zaradi česar je postala sorazmerno nizka paraskena, ki je bila pogosto okrašena, širok oder ali pulpit zadaj se je končal s prednjo skeno, tremi ali več vrati, včasih pa s tremi nadstropji.
Tako je nastalo več zapletenih kamnitih stavb. Na vsaki strani je bila paraskena. Episkena je bila zgornje nadstropje skene, ki se je lahko poglobila, da je dosegla raven tretjega nadstropja, gledano skozi odprtine. Notranjosti zgradbe (logeion) gledalci niso videli, v njej sta bila garderoba in prostor za rekvizite.